# Mechanismus für umweltverträgliche Entwicklung

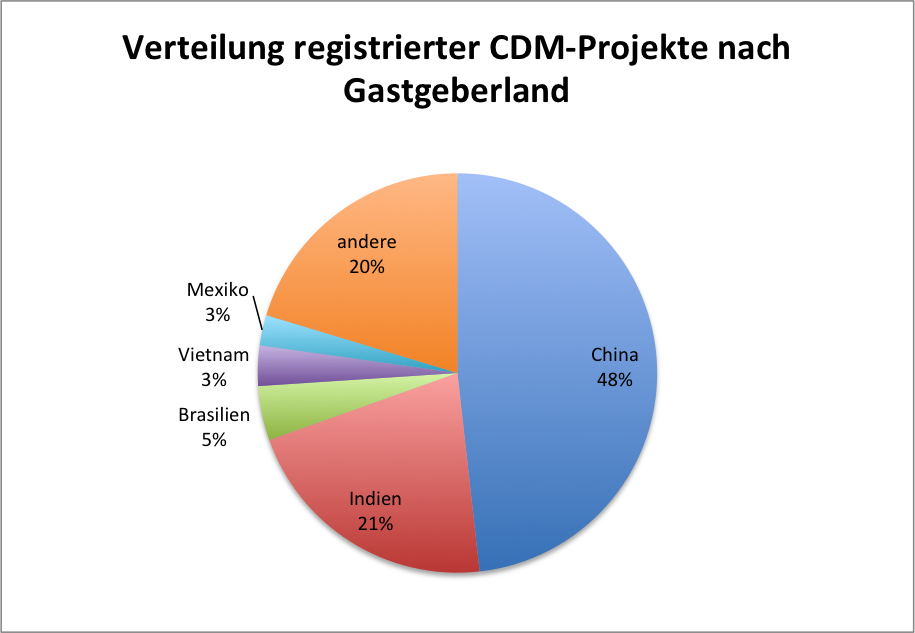
Verteilung registrierter CDM Projekte nach Gastgeberland (Stand: September 2018)

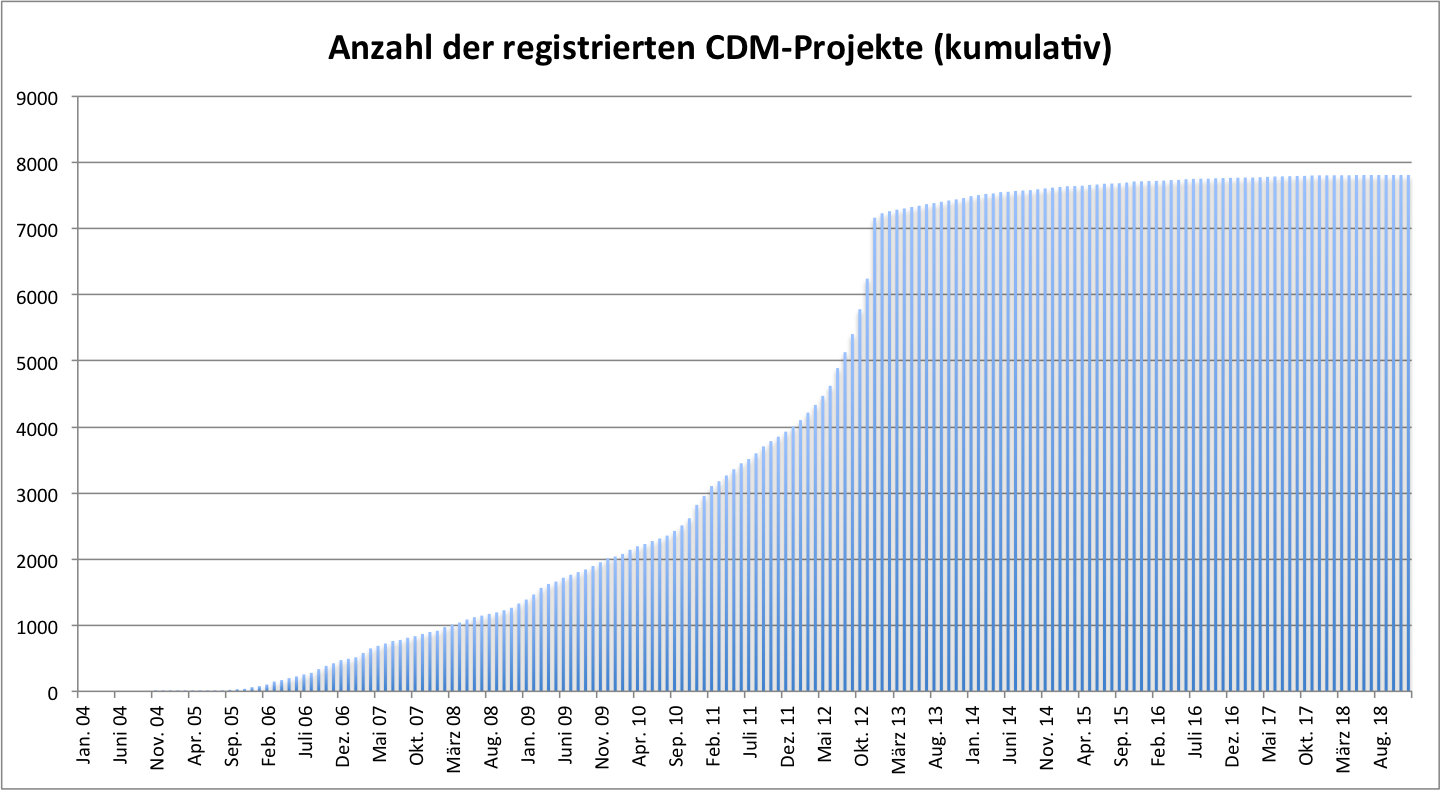
Kumulierte Anzahl der registrierten CDM Projekte (Stand: September 2018)

Der Mechanismus für umweltverträgliche Entwicklung (englisch Clean Development Mechanism, Abkürzung CDM) war einer der drei vom Kyoto-Protokoll vorgesehenen flexiblen Mechanismen zur Reduktion von Treibhausgas-Emissionen. Sein Ziel war es, Entwicklungsländer – nach der Definition der Klimarahmenkonvention der Vereinten Nationen (UNFCCC) sind dies Länder, die nicht in Annex I der Klimarahmenkonvention aufgeführt sind – dabei zu unterstützen, eine nachhaltige Entwicklung zu erreichen und zur Verhinderung eines gefährlichen Klimawandels beizutragen. Gleichzeitig sollte der Mechanismus die in Annex I aufgeführten Industrieländer dabei unterstützen, ihre quantifizierten Emissionsbegrenzungs- und -reduktionsverpflichtungen aus Artikel 3 des Kyoto-Protokolls zu erfüllen.
Im Rahmen dieses Mechanismus konnten in Entwicklungsländern Maßnahmen zur Emissionsminderung umgesetzt und diese Einsparungen zertifiziert werden. Die hieraus resultierenden Zertifikate (Emissionsreduktionseinheiten, englisch Certified Emission Reductions oder abgekürzt CER) konnten auf die Reduktionsziele in Industrieländern angerechnet werden.
Mit dem Kyoto-Protokoll endete auch die Möglichkeit, neue Projekte nach dem Mechanismus durchzuführen. Unter dem Übereinkommen von Paris ist ein Nachfolgemechanismus vereinbart worden. Staaten können sich vorhandene CER begrenzt auf ihre ersten national festgelegten Emissionsminderungszusagen nach dem Übereinkommen von Paris anrechnen lassen.

## Geschichte

### Entstehung
Der Mechanismus für umweltverträgliche Entwicklung wurde 1997 als Teil des Kyoto-Protokolls ins Leben gerufen. Der Mechanismus wurde im Zuge der Verhandlungen um das Kyoto-Protokoll ohne große öffentliche Debatte in den letzten Tagen der dritten Vertragsstaatenkonferenz der Klimarahmenkonvention (COP-3) ausgehandelt. Eine Allianz von Industrieländern, Entwicklungsländern und der Allianz der kleinen Inselstaaten (AOSIS) handelte die Grundlagen aus, um gleich mehrere kritische Verhandlungspunkte zu lösen: Erstens ging es darum, die Entwicklungsländer aktiv am Klimaschutz zu beteiligen, ohne diese jedoch durch die Auferlegung konkreter Reduktionsziele abzuschrecken, welchen die Entwicklungsländer ohnehin nicht zugestimmt hätten. Zweitens wollten die Entwicklungsländer finanzielle Unterstützung für die eigene nachhaltige wirtschaftliche Entwicklung durch die Industrieländer erreichen. Drittens waren die Industrieländer auf der Suche nach einer möglichst kostengünstigen Möglichkeit, ihre verpflichtenden Reduktionsziele zu erreichen.
Da wichtige Einzelheiten des Mechanismus zum Zeitpunkt der abschließenden Kyoto-Verhandlungen noch nicht ausgearbeitet waren, verzögerte sich seine Anwendung bis zur Einigung auf die Modalitäten und Verfahren während der siebten Vertragsstaatenkonferenz in Marrakesch (COP-7), im Jahr 2001.

### Entwicklung
Der CDM war als ein Bottom-up-Mechanismus konzipiert, das heißt, die Methoden, Werkzeuge und Verfahren wurden in erster Linie von Projektentwicklern vorangetrieben und vom CDM Executive Board lediglich geprüft und abgesegnet. Dies führte während der ersten Verpflichtungsperiode des Kyoto-Protokolls (2008–2012) zunächst zu einer schleppenden Entwicklung. Nachdem diese anfänglichen Startschwierigkeiten, unter anderem regulatorische und finanzielle Hürden für die Projektentwickler, überwunden waren, entwickelte sich der CDM sehr dynamisch. Anfang Juli 2013 wurde das 7000. CDM Projekt registriert.
Das Jahr 2013 markierte zugleich den Höhepunkt des CDM. Die Anträge auf Projektregistrierung gingen mit der zweiten Verpflichtungsperiode im Kyoto-Protokoll (2013–2020) deutlich zurück. Im August 2018 waren insgesamt 7805 Projekte unter dem CDM registriert. Diese Entwicklung des CDM war eng verknüpft mit der Gesamtentwicklung des internationalen Klimaschutzes und den entsprechenden Instrumenten; in Folge der Nicht-Teilnahme Japans, Russlands, Kanadas und Neuseelands an der zweiten Verpflichtungsperiode des Kyoto-Protokolls wurde der Mechanismus weniger genutzt. Des Weiteren wirkten sich die sehr niedrigen Preise im europäischen Emissionshandel (EU-ETS) negativ auf den CDM aus. Der durch ein Überangebot an Verschmutzungsrechten verursachte Preisverfall der Emissionszertifikate an der umsatzstärksten Emissionshandelsbörse führte auch direkt zu einer geringeren Nachfrage nach Zertifikaten aus CDM-Projekten.

### Ende und Nachfolgemechanismus
Mit dem Ende der zweiten Verpflichtungsperiode des Kyoto-Protokolls, zum Jahresende 2020, endete auch die Möglichkeit, neue Projekte als CDM-Projekte zu registrieren und Certified Emissions Reductions (CER) auszugeben. Bis Oktober 2022 waren etwa 2,3 Milliarden CER für 8218 Projekte ausgestellt worden. Mehr als die Hälfte der CER entfiel auf Projekte in China, 13 % auf Indien, je 8 % auf Südkorea und Brasilien, nur insgesamt 4 % auf Projekte in Afrika.
Etwa 46 % der CER wurden im Rahmen des europäischen Emissionshandels gekauft und stillgelegt, 40 % waren 2022 noch nicht stillgelegt. Etwa 6 % entfielen auf freiwillige Kompensation. Ein Teil der CER wurde von Staaten angekauft, um damit teilweise ihre Verpflichtungen aus dem Kyoto-Protokoll zu erfüllen, darunter die Schweiz und Österreich.
Im Regelwerk zu Artikel 6.4 des Übereinkommens von Paris ist ein Nachfolgemechanismus als Teil des Global Carbon Market Mechanism vorgesehen (→ „Mechanismus zur Vermeidung von Treibhausgasemissionen und zur Förderung nachhaltiger Entwicklung“ (Artikel 6.4)). Staaten können sich gemäß diesem Regelwerk auch Certified Emission Reductions nach dem Kyoto-Protokoll in begrenztem Rahmen auf ihre national festgelegte Emissionsminderungsbeiträge (NDC) gemäß dem Paris-Übereinkommen anrechnen lassen: Die CER müssen aus Projekten stammen, die ab 2013 registriert wurden, sie sind nur für die ersten NDC anrechenbar, temporäre und langfristige CER sind nicht anrechenbar.

## Funktion
Ein Reduktionsverpflichtungen unterliegendes Industrieland, das im Annex B des Kyoto-Protokolls aufgeführt ist, konnte bei einem Gastgeberland, welches dort nicht aufgeführt ist, durch die Finanzierung von Emissions-Reduktionsmaßnahmen im Gastgeberland Emissionsgutschriften (Certified Emission Reductions, CERs) erwirtschaften. Eine CER stand für eine Emissionsreduktion um eine Tonne CO2-Äquivalente. Diese CERs konnte sich das Industrieland in der Folge auf seine eingegangenen Emissionsminderungsverpflichtungen anrechnen.
Die grundlegende Idee des CDM bestand darin, dass es in Entwicklungsländern häufig kostengünstiger ist Treibhausgasemissionen zu verringern als in Industrieländern. So ist zum Beispiel die Umrüstung der bestehenden Industrien und Infrastrukturen in den Industrieländern kostenintensiver als die nachhaltige Ausgestaltung der häufig erst rudimentär vorhandenen Industrien in den Entwicklungsländern. Die finanziellen und technologischen Investitionen durch die Industrieländer (Annex-II-Länder) sollten im gleichen Zug die nachhaltige wirtschaftliche Entwicklung der Gastgeberstaaten fördern. Der CDM sollte damit letztlich eine Win-win-Situation für Industrie- und Entwicklungsländer schaffen.
In der EU sind die nationalen Reduktionsverpflichtungen zu einem großen Teil auf die privatwirtschaftlichen Hauptemittenten umgelegt worden. Dies geschah über den EU-Emissionshandel (EU-ETS), der den wesentlichen Teil der Nachfrage nach CERs speiste. Die Überwälzung von Verpflichtungen an die private Wirtschaft hat dazu geführt, dass sich eine Reihe von regulierten Unternehmen an der Entwicklung von CDM-Projekten beteiligten.

## Organisation
Die wichtigen politischen Entscheidungen zum CDM werden von der Vertragsstaatenkonferenz des Kyoto-Protokolls getroffen. Die technischen Aspekte des Mechanismus werden vor allem vom 2001 eingerichteten Aufsichtsrat (CDM Executive Board) verhandelt. Er setzt sich aus sechs Mitgliedern der Entwicklungsländer und vier Mitgliedern der Industrieländer zusammen. Der Aufsichtsrat legt mit einer Dreiviertelmehrheit die Regeln des Clean Development Mechanism fest. Außerdem entscheidet das CDM Executive Board über die Projektregistrierung und die Ausstellung von CERs.

## Ergebnisse des CDM
Im Zuge der dynamischen Entwicklung des CDM konnten vielfältige Erfahrungen mit der Umsetzung von Klimaschutzprojekten in Entwicklungsländern gesammelt werden und es wurden administrative und anwendungsbezogene Kapazitäten bei der Treibhausgasüberwachung (Monitoring) aufgebaut. Der zahlenmäßige Erfolg des CDM hat nicht nur zur Mobilisierung von privaten Investitionen in CO2-arme Technologien geführt, sondern auch kostengünstige Klimaschutzpotentiale in verschiedenen Sektoren aufgezeigt.
Im September 2021 waren insgesamt 8206 CDM-Projekte registriert. Davon erhielten 3312 Projekte direkt CER zugeteilt. Eine große Anzahl Projekte war in Programmes of Activities (PoAs) gebündelt, ihnen lassen sich nicht ohne Weiteres direkt Emissionsminderungen zurechnen, insgesamt stammten aber nur 2,2 % der CER aus solchen in PoAs gebündelten Projekten. Die gut 3300 registrierten Projekte (ohne Projekte in PoA) führten zu Emissionsminderungen von mehr als 200 Millionen tCO2eq
Durch CDM flossen nach einer konservativen Schätzung mehr als 162 Mrd. US$ in Nicht-Annex-I-Staaten. Die insgesamt durch CDM mobilisierten Mittel lagen damit unter den Erwartungen. Gemessen an ihrem Bruttoinlandsprodukt erzielten Schwellenländer, vor allem China, Indien, Südkorea und Brasilien, höhere Einnahmen. Die am wenigsten entwickelten Länder erzielten hingegen relativ geringe Einnahmen. Hauptursache für dieses Missverhältnis war der Preisverfall für CER in der zweiten Handelsperiode des Kyoto-Protokolls: Die EU als Hauptnachfrager von CER ließ nach 2012 nur noch CER aus den am wenigsten entwickelten Ländern zu. Erst danach gewannen diese einen größeren Anteil an den investierten Mitteln, die durch den Preisverfall nach 2012 jedoch nur noch zu relativ geringen Einnahmen führten.
Über eine Abgabe in Höhe von 2 % auf die Certified Emission Reductions wurde der Adaptation Fund der UN finanziert. Dieser Fonds dient Entwicklungsländern als Quelle zur Finanzierung von Maßnahmen zur Anpassung an die globale Erwärmung.

## Kritik und Verbesserungspotential

### Ökologische Integrität
Die Reduktionsleistung eines CDM-Projekts ist immer hypothetisch, da die tatsächlichen Emissionen des Projekts mit einem Referenzszenario verglichen werden, das besagt, wie viele Emissionen ohne das Projekt ausgestoßen worden wären. Somit werden im CDM-Handel hypothetische Einsparungen gegen reale Emissionen gehandelt. Jedes CDM-Projekt, das überbewertet oder nicht additionell ist, bedeutet Mehremissionen. Eine 2007 erschienene Studie geht davon aus, dass 40 Prozent der zum damaligen Zeitpunkt registrierten CDM-Projekte nicht zusätzlich sind. Diverse jüngere Studien haben ebenfalls Zweifel an der Zusätzlichkeit zahlreicher CDM-Projekte geäußert und insbesondere großangelegte Infrastrukturmaßnahmen diesbezüglich in Frage gestellt. Zweifel an der Zusätzlichkeit vieler CDM-Projekte konnten auch knapp zehn Jahre später nicht vollständig ausgeräumt werden. So kam eine 2016 veröffentlichte Studie zu dem Schluss, dass bei 85 % der untersuchten Projekte Zweifel bezüglich der Zusätzlichkeit bestehen.
Der CDM wird weiterhin dafür kritisiert, insbesondere in der Vergangenheit perverse Anreize gesetzt zu haben. So wird zum Beispiel Industriegasprojekten, die bisher knapp 60 % der CERs generiert haben, häufig vorgeworfen, künstlich die Produktion zu erhöhen, um durch die Zerstörung der dabei entstehenden Abfallprodukte zusätzliche Zertifikate zu erwirtschaften.

### Nachhaltige Entwicklung
Ein weiterer Kritikpunkt besteht darin, dass der CDM wenig zum Erreichen eines der wichtigsten angedachten Ziele beiträgt, nämlich der Förderung der nachhaltigen Entwicklung in den Gastgeberländern. Die wichtigste Ursache für diesen Umstand liegt im Fehlen konkreter internationaler Richtlinien und Definitionen für ökologische, ökonomische und soziale Nachhaltigkeit von CDM-Projekten. Da diese Kriterien Sache der Nationalstaaten sind und diese oft keine Details bezüglich Nachhaltigkeit in ihren Umweltgesetzen und Projektanforderungen vorgeben, bleibt dieser Aspekt bei der Projektumsetzung oft unberücksichtigt.

### Unausgeglichene nationale und sektorale Verteilung von Projekten
Die geographische Verteilung von CDM-Projekten wird nach wie vor von China und Indien dominiert. Mehr als zwei Drittel der Projekte werden in diesen beiden Schwellenländern umgesetzt. Die Ungleichheit mit Blick auf die ausgestellten Zertifikate ist sogar noch größer: 61 Prozent der bisher ausgestellten Zertifikate wurden in China, 13 Prozent in Indien erwirtschaftet, zusammen sind das 75 Prozent. Auf den Plätzen 3–5 folgen Südkorea, Brasilien und Mexiko. Dagegen werden kaum Projekte in den ärmsten Entwicklungsländern (englisch Least Developed Countries, abgekürzt LDC) und den strukturschwachen Regionen Afrikas realisiert. Sektoral wird der CDM von Projekten zu Erneuerbaren Energien wie Wind- und Wasserkraft, geprägt. Mit Blick auf die ausgeschütteten Zertifikate dominieren Industriegasprojekte zur Vermeidung von Emissionen besonders klimaschädlicher Hydrofluorkarbonate und Stickoxide. Andere Wirtschaftssektoren wie zum Beispiel der emissionsstarke Verkehrssektor haben keinen signifikanten Anteil an den CDM-Projekten. Mit einem Anteil von knapp 60 % an allen CDM-Projekten dominieren die Großprojekte den CDM. Die resultierende Vernachlässigung der Kleinprojekte führt dazu, dass wesentliche Reduktions- und Entwicklungspotenziale bisher kaum ausgeschöpft wurden.

### Hohe Transaktionskosten
Ein weiteres Problem verbindet sich mit den Kosten der Validierung und Registrierung als CDM-Projekt. Da dies nur für Projekte mit Einsparungen ab zirka 15.000 Tonnen CO2-Äquivalenten wirtschaftlich ist, dominieren mit einem Anteil von etwa 57 Prozent an allen CDM-Projekten die Großprojekte. Dies geht nach Meinung vieler Beobachter insgesamt zum Nachteil möglicher Nachhaltigkeitseffekte, die eher durch eine Vielzahl von Kleinprojekten bewirkt würden.

### Maßnahmen zur Verbesserung des CDM
In Reaktion auf die dargestellten Schwächen des CDM bemühten sich verschiedene Akteure, den Mechanismus zu verbessern. Mit Blick auf die ökologische Integrität ergriff zum Beispiel die EU, aus der Käuferperspektive, verschiedene Qualitätssicherungsmaßnahmen: Im EU-ETS waren keine Zertifikate aus Industriegasprojekten (HFCs) erlaubt. Zertifikate aus großen Wasserkraftprojekten waren nur erlaubt, wenn sie den Maßgaben der Weltkommission für Staudämme entsprachen. Zertifikate von nach 2012 registrierten Projekten wurden nur noch anerkannt, wenn diese in einem der am wenigsten entwickelten Länder durchgeführt wurden.
Neben staatlichen Akteuren waren auch andere Akteure auf dem Feld der Qualitätssicherung tätig. Ein Beispiel ist die Gold Standard Stiftung, eine NGO, die CDM-Projekte nach eindeutigen Qualitätsstandards zertifizierte. Der CDM Gold Standard ist eine Art Gütesiegel mit einer Reihe von freiwilligen Vorgaben für CDM-Projekte, die eine hohe Qualität des Projektes beim Erreichen von Umwelt- und Entwicklungszielen im Gastland sicherstellen sollen.
Des Weiteren wurden auch die Regularien und prozeduralen Strukturen des Mechanismus diskutiert und weiterentwickelt, um zum Beispiel der ungleichen regionalen und sektoralen Verteilung entgegenzuwirken. In diesem Zuge wurde die Möglichkeit geschaffen, viele kleine Einzelmaßnahmen zu sogenannten Programmes of Activities (PoAs) zu bündeln. Hiermit sollten insbesondere Kleinprojekte gefördert werden. PoAs verkleinern den prozeduralen Aufwand individueller Projekte, da nur das übergreifende Programm die üblichen CDM/JI-Genehmigungsverfahren durchlaufen muss, nicht jedoch die einzelnen Maßnahmen, die unter dem Dach des Programms stattfinden. Mit Blick auf die geringen Beiträge zu Nachhaltiger Entwicklung hat das CDM Executive Board im Jahr 2014 das Sustainable Development Tool eingeführt. Mit diesem Tool konnten Projektentwickler auf freiwilliger Basis die Nachhaltigkeitsbeiträge ihrer Projekte aufzeigen. Die Anwendung des Tools blieb jedoch deutlich hinter den Erwartungen zurück. So hatten im August 2018 lediglich 32 CDM-Aktivitäten das Tool genutzt.